# Malé Ozorovce
Malé Ozorovce (em húngaro: Kisazar) é um município da Eslováquia, situado no distrito de Trebišov, na região de Košice. Tem 17,08 km² de área e sua população em 2018 foi estimada em 526 habitantes.

## Demografia
| Ano:        | 1994 | 2004   | 2014   | 2024   |
| ----------- | ---- | ------ | ------ | ------ |
| Broj ljudi: | 563  | 566    | 533    | 519    |
| Razlika:    |      | +0,53% | -5,83% | -2,62% |

| Ano:               | 2023 | 2024   |
| ------------------ | ---- | ------ |
| Número de pessoas: | 521  | 519    |
| Diferença:         |      | -0,38% |